# 2020년 하계 올림픽 스포츠클라이밍 여자 복합
제32회 하계 올림픽 스포츠클라이밍 여자 복합 경기는 스피드, 볼더링, 리드의 3가지 종목을 종합해 평가한다. 2021년 8월 4일과 6일 일본 도쿄의 아오미 어반 스포츠 파크에서 진행된다.
여자 복합 종목은 이번 대회에서 처음 도입되었으며, 15개국 20명의 선수가 참가하였다.

## 경기 방식
예선에서는 총 20명의 선수들이 스피드, 볼더링, 리드의 세가지 종목에 참가한다. 각 종목의 스코어를 곱한 뒤, 종합스코어가 가장 낮은 선수 8명이 결선에 진출하게 된다.
- 스피드: 15m 높이의 표준규격 장벽에 두 명씩 짝지어 올라 일대일 승부를 벌인다. 예선에서는 두 개의 레인을 한번씩 타고 올라 제일 좋은 기록을 스코어에 반영한다. 결선에서는 맞대결을 펼쳐서 가장 빠른 선수가 승리하게 된다.
- 볼더링: 4.5m 높이의 장벽에 설치된 볼더들을 두고 일정 시간 내에 등반해야 한다. 예선에서는 볼더가 4개 설치되며 하나당 5분 이내에 해결해야 한다. 결선에서는 4분 내에 3개의 볼더를 해결해야 한다.
- 리드: 15m 높이의 장벽에 설치된 루트를 6분 동안 최대한 높이 등반해야 한다. 동시기록이 발생하면 속도가 빨랐던 선수가 승리한다.

### 루트 설정
스피드 종목은 높이 15m, 경사 5도로 표준규격이 정해져 있다. 볼더링과 리드 종목은 루트 설정팀이 그때마다 다른 루트를 설치하게 된다.
볼더링 종목 루트 설정에는 영국의 퍼시 비시턴 (대표), 스위스의 마누엘 하슬러, 프랑스의 로맹 카베슈, 미국의 가렛 그레고어가 참가한다. 리드 종목 루트 설정에는 폴란드의 아담 푸스텔니크 (대표), 체코의 얀 즈브라네크, 일본의 오카노 히로시와 마쓰무라 아키토가 참가한다.

## 기록
이번 대회 이전의 세계기록과 올림픽기록은 다음과 같다. 올림픽 기록은 이번 대회가 첫 도입이므로 존재하지 않는다.
| 유형 | 선수                  | 스피드 기록 | 장소            | 날짜             |
| ---- | --------------------- | ----------- | --------------- | ---------------- |
|      | 율리야 카플리나 (RUS) | 6.964       | 러시아 모스크바 | 2020년 11월 21일 |
|      | (종목 첫 도입)        | –           | –               | –                |

## 일정
모든 시간은 일본 표준시 (UTC+9, 한국 시각과 동일) 기준이다.
| 날짜                | 시간  | 경기        |
| ------------------- | ----- | ----------- |
| 2021년 8월 4일 (수) | 17:00 | 스피드 예선 |
| 2021년 8월 4일 (수) | 18:00 | 볼더링 예선 |
| 2021년 8월 4일 (수) | 21:10 | 리드 예선   |
| 2021년 8월 6일 (금) | 17:30 | 스피드 결선 |
| 2021년 8월 6일 (금) | 18:30 | 볼더링 결선 |
| 2021년 8월 6일 (금) | 21:10 | 리드 결선   |

## 결과

### 예선
20명 중 8명이 결선에 진출한다.
| 순위 | 선수                  | 국가                 | 스피드 | 스피드 | 스피드 | 볼더링 | 볼더링 | 볼더링 | 볼더링 | 볼더링   | 볼더링 | 리드 | 리드 | 리드 | 총합    | 주    |
| 순위 | 선수                  | 국가                 | A      | B      | CP     | 1      | 2      | 3      | 4      | 결과     | CP     | HR   | TFT  | CP   | 총합    | 주    |
| ---- | --------------------- | -------------------- | ------ | ------ | ------ | ------ | ------ | ------ | ------ | -------- | ------ | ---- | ---- | ---- | ------- | ----- |
| 1    | 야냐 가른브레트       | 슬로베니아           | 9.44   | 10.32  | 14     | T1z1   | T1z1   | T1z1   | T1z1   | 4T4z 4 4 | 1      | 30   |      | 4    | 56.00   | Q     |
| 2    | 서채현                | 대한민국             | 10.01  | 11.74  | 17     | T3z1   | T2z2   | z1     | z1     | 2T4z 5 5 | 5      | 40+  |      | 1    | 85.00   | Q     |
| 3    | 노나카 미호           | 일본                 | 7.55   | 7.74   | 4      | T2z1   | z1     | z1     | –      | 1T3z 2 3 | 8      | 30+  |      | 3    | 96.00   | Q     |
| 4    | 노구치 아키요         | 일본                 | 8.27   | 8.23   | 9      | T2z1   | z1     | T2z1   | T1z1   | 3T4z 5 4 | 3      | 27+  |      | 6    | 162.00  | Q     |
| 5    | 브루크 라부투         | 미국                 | 8.67   | 8.81   | 12     | T2z1   | T1z1   | z1     | T1z1   | 3T4z 4 4 | 2      | 26+  | 3:40 | 8    | 192.00  | Q     |
| 6    | 제시카 필츠           | 오스트리아           | 8.51   | 8.63   | 11     | T3z1   | z3     | z1     | –      | 1T3z 3 5 | 9      | 33+  |      | 2    | 198.00  | Q     |
| 7    | 알렉산드라 미로스와프 | 폴란드               | 6.97   | 7.01   | 1      | –      | –      | –      | –      | 0T0z 0 0 | 20     | 12   |      | 19   | 380.00  | OR, Q |
| 8    | 아누크 조베르         | 프랑스               | 7.12   | 7.29   | 2      | T4z1   | –      | –      | –      | 1T1z 4 1 | 13     | 16+  | 2:14 | 15   | 390.00  | Q     |
| 9    | 빅토리야 메시코바     | 러시아 올림픽 위원회 | 9.54   | 9.73   | 15     | T6z1   | T2z2   | z1     | z1     | 2T4z 8 5 | 6      | 29+  |      | 5    | 450.00  |       |
| 10   | 쇼나 콕시             | 영국                 | 9.65   | 10.07  | 16     | T2z1   | T1z1   | z1     | z1     | 2T4z 3 4 | 4      | 21+  | 2:23 | 13   | 832.00  |       |
| 11   | 카이라 콘디           | 미국                 | 8.12   | 8.08   | 7      | T4z1   | –      | z1     | z3     | 1T3z 4 5 | 11     | 22+  |      | 11   | 847.00  |       |
| 12   | 쑹이링                | 중화인민공화국       | 8.74   | 7.46   | 3      | z5     | –      | –      | –      | 0T1z 0 5 | 19     | 13+  |      | 18   | 1026.00 |       |
| 13   | 쥘리아 샤누르디       | 프랑스               | 8.43   | 8.17   | 8      | z1     | z7     | z1     | –      | 0T3z 0 9 | 15     | 25+  |      | 9    | 1080.00 |       |
| 14   | 앨러나 입             | 캐나다               | 8.17   | 7.99   | 6      | z1     | –      | z1     | –      | 0T2z 0 2 | 16     | 21+  | 2:14 | 12   | 1152.00 |       |
| 15   | 라우라 로고라         | 이탈리아             | 10.50  | Fall   | 19     | z1     | z2     | T1z1   | z1     | 1T4z 1 5 | 7      | 25   |      | 10   | 1330.00 |       |
| 16   | 페트라 클링글러       | 스위스               | 8.42   | 8.67   | 10     | T3z1   | z3     | z4     | –      | 1T3z 3 8 | 10     | 16+  | 1:49 | 14   | 1400.00 |       |
| 17   | 율리야 카플리나       | 러시아 올림픽 위원회 | 7.65   | Fall   | 5      | z2     | –      | –      | –      | 0T1z 0 2 | 18     | 14+  |      | 17   | 1530.00 |       |
| 18   | 미아 크람플           | 슬로베니아           | 10.44  | 10.43  | 18     | z1     | z1     | z1     | z2     | 0T4z 0 5 | 14     | 26+  | 3:16 | 7    | 1764.00 |       |
| 19   | 오셔나 매켄지         | 오스트레일리아       | 8.83   | 9.38   | 13     | T3z1   | –      | z1     | –      | 1T2z 3 2 | 12     | 15+  |      | 16   | 2496.00 |       |
| 20   | 에린 스테르켄뷔르흐   | 남아프리카 공화국    | Fall   | 11.10  | 20     | z1     | –      | –      | –      | 0T1z 0 1 | 17     | 7+   |      | 20   | 6800.00 |       |

### 결선
| 순위 | 선수                  | 국가       | 스피드 | 스피드 | 스피드 | 스피드 | 스피드 | 스피드 | 스피드 | 볼더링 | 볼더링 | 볼더링 | 볼더링 | 볼더링 | 리드 | 리드 | 리드 | 총합 |
| 순위 | 선수                  | 국가       | 8강    | 8강    | 4강    | 4강    | 결승   | 결승   | CP     | 1      | 2      | 3      | 결과   | CP     | HR   | TFT  | CP   | 총합 |
| 순위 | 선수                  | 국가       | R      | T      | R      | T      | R      | T      | CP     | 1      | 2      | 3      | 결과   | CP     | HR   | TFT  | CP   | 총합 |
| ---- | --------------------- | ---------- | ------ | ------ | ------ | ------ | ------ | ------ | ------ | ------ | ------ | ------ | ------ | ------ | ---- | ---- | ---- | ---- |
|      | 야냐 가른브레트       | 슬로베니아 | 3      |        |        |        |        |        |        |        |        |        |        |        |      |      |      |      |
|      | 서채현                | 대한민국   | 1      |        |        |        |        |        |        |        |        |        |        |        |      |      |      |      |
|      | 노나카 미호           | 일본       | 4      |        |        |        |        |        |        |        |        |        |        |        |      |      |      |      |
|      | 노구치 아키요         | 일본       | 2      |        |        |        |        |        |        |        |        |        |        |        |      |      |      |      |
|      | 브루크 라부투         | 미국       | 4      |        |        |        |        |        |        |        |        |        |        |        |      |      |      |      |
|      | 제시카 필츠           | 오스트리아 | 2      |        |        |        |        |        |        |        |        |        |        |        |      |      |      |      |
|      | 알렉산드라 미로스와프 | 폴란드     | 1      |        |        |        |        |        |        |        |        |        |        |        |      |      |      |      |
|      | 아누크 조베르         | 프랑스     | 3      |        |        |        |        |        |        |        |        |        |        |        |      |      |      |      |